# 雷內爾·桑頓
雷內爾·桑頓（英語：Raynere Thornton，1995年9月14日—）為美國男子籃球運動員，場上位置為前鋒。
桑頓的成長過程中有三個母親，黑人生母、白人教母以及高中生物老師。桑頓來自單親家庭，由生母撫養五位兒子。桑頓與教母瑪莎·多德（Martha Dodd）的女兒克萊兒·多德（Claire Dodd）同齡，彼此的連結從國小一年級時建立起。高中前兩年桑頓就讀於奧斯本高中，在奧斯本高中兩年的時間，生物老師曼蒂·西坦（Mandy Sitten）幫助桑頓鞏固他的學業。高中十一年級桑頓轉學到克萊兒·多德正在就讀的瑪麗埃塔高中。高中畢業後桑頓空白了一年，期間曾就讀一周華萊士州立社區學院，隔年桑頓進入戈登州立學院就讀，2017年夏天轉學到孟菲斯大学。
2019年11月4日，桑頓進入曼菲斯疾行球員名單當中。2021年2月23日，桑頓與拉博特尼奇基簽約。8月10日，桑頓與阿爾傑什皮特什蒂簽約。2022年5月桑頓加入萬楚特獵鷹。2023年8月5日，斯特羅沃洛斯閃電宣布與桑頓達成2023-24賽季協議。2024年2月2日，波鴻儲蓄銀行之星宣布簽下桑頓。8月14日，台灣職業籃球大聯盟新北中信特攻宣布簽下桑頓，中文登錄名為「銳尼」。12月30日，新北中信特攻宣布與桑頓解除合約。

## 外部連結
- 雷內爾·桑頓的Instagram帳戶
- 雷內爾·桑頓的Threads
- 雷內爾·桑頓在fiba.basketball（英语）
- 雷內爾·桑頓在NBA G聯盟（英语）
- 雷內爾·桑頓在亞得里亞海聯賽（英语）
- 雷內爾·桑頓在台灣職業籃球大聯盟
- 雷內爾·桑頓在Basketball-Reference.com（NBA G聯盟）（英语）
- 雷內爾·桑頓在Sports-Reference.com（NCAA）（英语）
- 雷內爾·桑頓在Eurobasket.com（球員）（英语）
- 雷內爾·桑頓在RealGM（英语）
- 雷內爾·桑頓在Proballers（英语）
- 雷內爾·桑頓在Flashscore（英语）